# مالکوم براون (بازیکن فوتبال انگلیسی)
مالکوم براون (انگلیسی: Malcolm Brown؛ زادهٔ ۱۳ دسامبر ۱۹۵۶) بازیکن فوتبال اهل بریتانیا است.
از باشگاه‌هایی که در آن بازی کرده‌است می‌توان به باشگاه فوتبال استوک‌پورت کانتی، باشگاه فوتبال بری، باشگاه فوتبال روچدیل، باشگاه فوتبال هادرزفیلد تاون، و باشگاه فوتبال نیوکاسل یونایتد اشاره کرد.